# Вигано
Вигано (итал. Viganò) — коммуна в Италии, находится в регионе Ломбардия, в провинции Лекко.
Население составляет 1767 человек (2008), плотность населения составляет 1767 чел./км². Занимает площадь 1 км². Почтовый индекс — 23897. Телефонный код — 039.
Покровительницей коммуны почитается святая Аполлония, празднование 9 февраля, и святой Викентий Сарагосский, празднование 22 января.

## Демография
Динамика населения:

## Администрация коммуны
- Официальный сайт: http://www.comune.vigano.lc.it/ Архивная копия от 19 марта 2004 на Wayback Machine